# A21 (Portugal)
De A21 of  Auto-estrada de Mafra is een autosnelweg in Portugal die van Venda do Pinheiro naar Ericeira loopt. De snelweg is 21 kilometer lang. Het eerste deel tussen Malveira en Mafra werd geopend in mei 2005; het deel tussen Mafra en Ericeira in mei 2008. 
A1 · 
A2 · 
A3 · 
A4 · 
A5 · 
A6 · 
A7 · 
A8 · 
A9 · 
A10 · 
A11 · 
A12 · 
A13 ·
A13-1 · 
A14 · 
A15 · 
A16 · 
A17 · 
A18 · 
A19 · 
A20 · 
A21 · 
A22 · 
A23 · 
A24 · 
A25 · 
A26 · 
A27 · 
A28 · 
A29 · 
A30 · 
A31 · 
A32 · 
A33 · 
A34 · 
A35 · 
A36 · 
A37 · 
A38 · 
A39 · 
A40 · 
A41 · 
A42 · 
A43 · 
A44 · 
A47 · 
A48 · 
VRI